# Булінь (снасть)

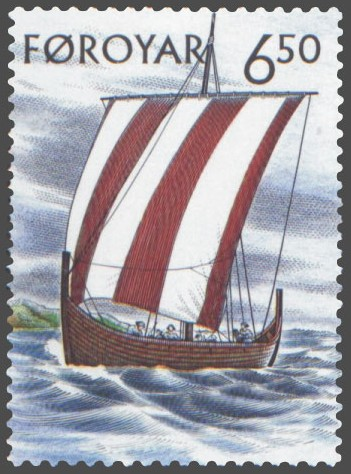
Фарерська марка зі зображенням корабля вікінгів. Видно булінь зі шпрюйтами, що йде до носа.

Булі́нь (від нід. boelyn, boeling) — снасть рухомого такелажу для переміщення (занесення до носа) бокової шкаторини прямих (нижніх і марселів) і косих вітрил при зміні курсу відносно вітру. Кріплення булінів до кренгельсів шкаторин вітрила здійснюється за допомогою шпрюйтів (сплеснених кінцями кількох коротких лінів), званих булінь-шпрюйтами.
Булінь прямого вітрила кріпиться до шкаторини, йде в напрямку до носа, де проходить через блок на штагу перед вітрилом. На сучасних яхтах буліні використовуються також з косими вітрилами (стакселями), де допомагають шкотам керувати вітрилами: ними здійснюється регулювання взаємного натягу нижньої і задньої шкаторини і уможливлюється встановлювати випинання вітрила залежно від панівних напрямків вітру. Кріпиться булінь косого вітрила до шкотового кута, ходовий кінець може проходити як через закріплений на палубі блок, так і через блок (вант-клотень) або коуш, закріплений на тросі стоячого такелажу (ванті чи штагу).
Залежно від назви вітрила, до якого він прикріплений, булінь отримує додаткові найменування: фока-булінь, грота-булінь, грот-марса-булінь (булінь грот-марселя), крюйсель-булінь (булінь крюйс-марселя). Булінь фор-марселя прийнято йменувати не фор-марса-булінем, а магерманом: щоб під час командування з містка матроси на баку не могли переплутати «грот-марса-булінь» і «фор-марса-булінь». Фока- і грота-булінями відтягують вперед навітряну бічну шкаторину фока і грота, щоб утримувати в ній вітер, коли судно йде в бейдевінд.
Від буліня слід відрізняти галс — снасть, що кріпиться до шкотових кутів прямого вітрила або до галсового кута косого вітрила.